# The Pirate Movie
The Pirate Movie, på svenska Pirate Movie, är en australisk romantisk-komedi och musikalfilm regisserad av Ken Annakin. I filmen medverkar bland annat Christopher Atkins, Kristy McNichol, Bill Kerr och Ted Hamilton. Filmen hade premiär den 6 augusti 1982 och hade Sverigepremiär den 12 november samma år. 

## Produktion
Från början var det tanken att regissören Richard Franklin skulle regissera filmen men lämnade produktionen, vilket lämnades över till regissören Ken Annakin. 
Filmen är en parodi och en moderniserad tolkning på operan The Pirates of Penzance. Den inkluderade både sånger från uppsättningen och nya sånger för filmen bland annat “How Can I Live Without Her?” , “Happy Ending” och "Get Up and Sing" som utfördes av Kool and the Gang. Christopher Atkins blev vald efter att han fick sin genombrott i Randal Kleisers film Den blå lagunen. Eftersom filmen har musikalnummer och fäktning fick Christopher både sånglektioner och lektioner inom svärdfäktning för att kunna medverka i filmen. Kristy under filminspelningen hade alltid tuggummi i munnen vilket irriterade Annakin. Kristy yttrade högt framför kameran under en tagning: "Jag vill bara säga att... det är inte bara solglasögon och autografer". 
Miljöerna till filmen spelades in i Victoria på platser som Port Campbell, Melbourne och Werribee Park. Förutom att The Pirate Movie är en parodi på Pirates of Penzance, bryter den fjärde väggen, och inkluderar många referenser från populära filmer från 70- och 80-talet som Stjärnornas krig, Den blå lagunen, Hajen och Indiana Jones. 

## Kritik och kultstatus
Filmen kostade över 9 miljoner vilket gjorde den till den dyraste australiensiska filmproduktionen som gjorts. Dock blev den en kommersiell flopp och tjänade bara 7,983,086 dollar. Den fick även flest Razzie Awards än någon annan australisk film som gjorts. Trotts det blev den en kultfilm under senare år.